# Langenhägener Seewiesen
Koordinaten: 53° 34′ 34″ N, 12° 1′ 12″ O

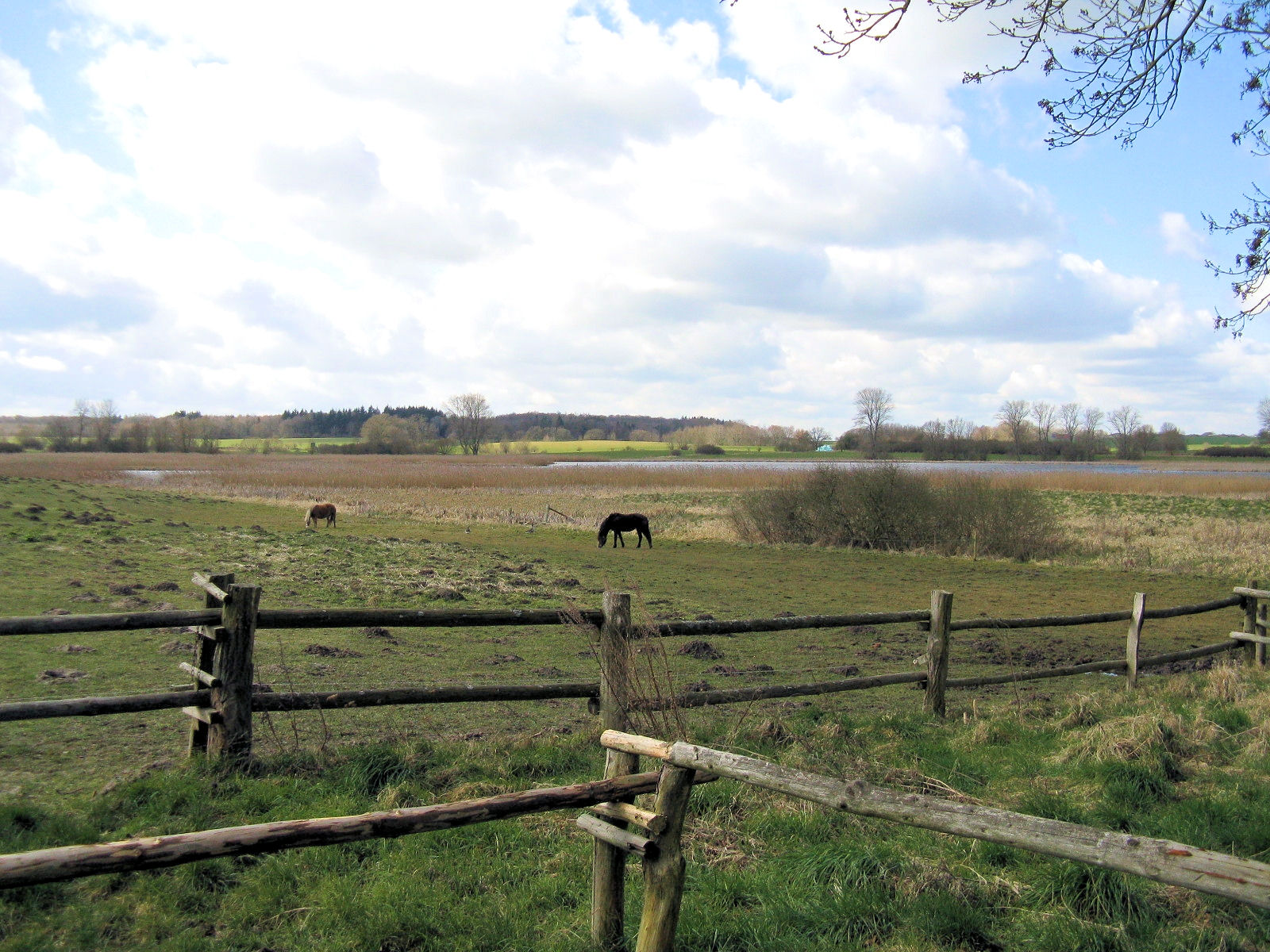
Langenhägener Seewiesen

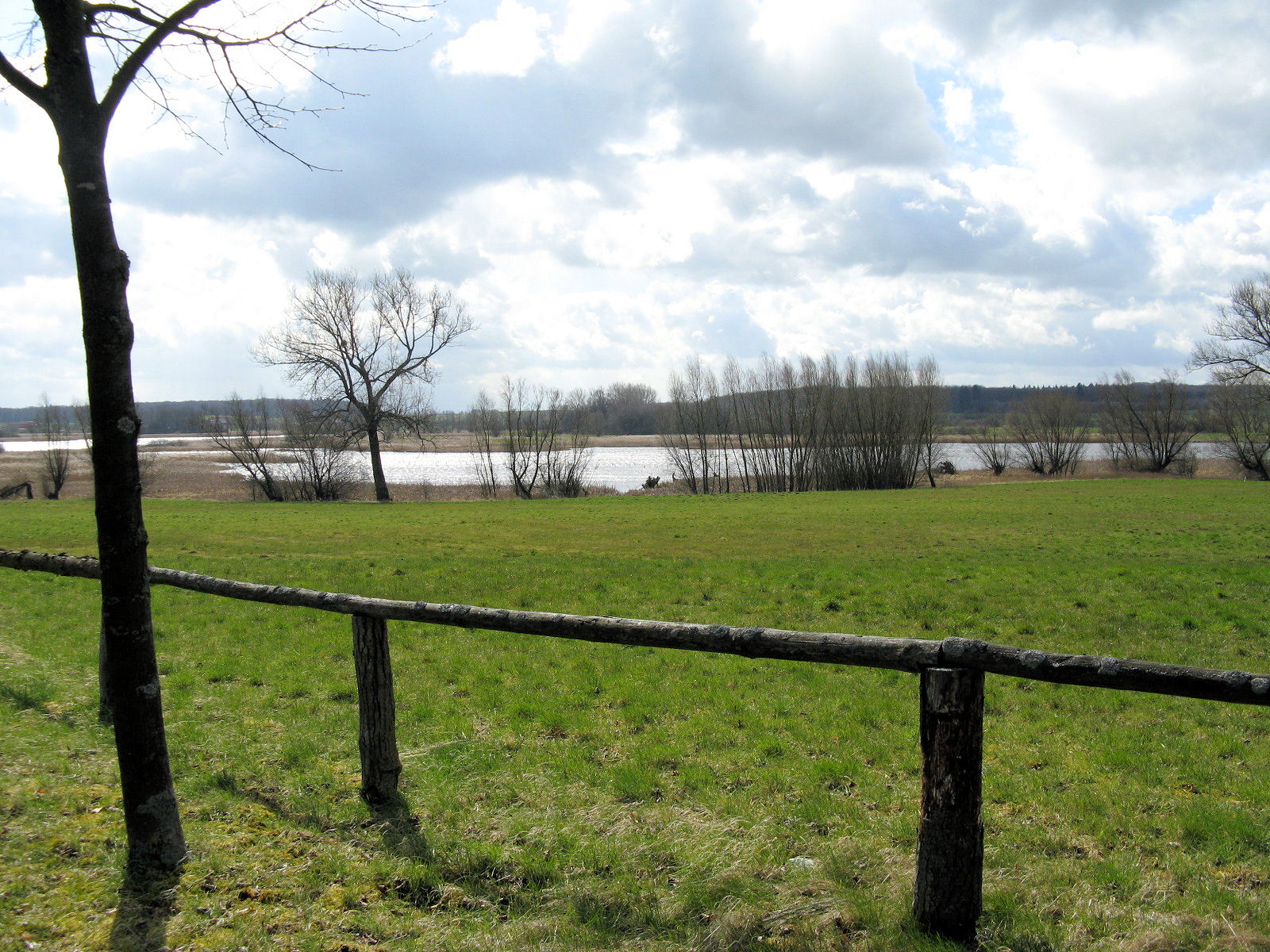
Blick auf den See

Die Langenhägener Seewiesen sind ein Naturschutz- und Feuchtgebiet im Landkreis Ludwigslust-Parchim in Mecklenburg-Vorpommern. Sie befinden sich fünf Kilometer westlich von Goldberg auf dem Gemeindegebiet von Techentin. Der namensgebende Ort Langenhagen mit seiner größtenteils seeabgewandten, einseitig bebauten Dorfstraße grenzt im Westen und Südwesten auf einer Länge von etwa 2,4 Kilometern an das Schutzgebiet.

## Beschreibung
Das in der Landesliste mit 232 nummerierte Naturschutzgebiet hat eine Größe von 152 Hektar und liegt in einem ehemals abflusslosen Becken einer Grundmoränenfläche, die während des Frankfurter Stadiums der Weichseleiszeit geformt wurde. Zum Schutzgebiet gehören der stark gegliederte, polytrophe und 45 Hektar große Flachwassersee, die ihn umgebenden Moore, wie das Muggenmoor im Nordwesten, die Feuchtwiesen und die angrenzenden Flächen. Die Wasseroberfläche des Sees befindet sich 55 m ü. NHN, das Umfeld erreicht bis zu 67 Meter über dem Meeresspiegel. In das Südbecken des Gewässers ragt eine bewaldete Halbinsel. Der See entwässert in Richtung der südlich gelegenen Elde über einen Graben.
Dieses reich strukturierte Biotop mit Gehölzgruppen, Grünland und Wasserflächen bietet den verschiedenen Tier- und Pflanzenarten idealen Lebensraum. Dazu gehören der angrenzende Röhricht, die Seggenriede und die Magerrasenflächen sowie die überregional bedeutenden Brut-, Ruhe- und Nahrungsplätze für Wasser- und Watvögel. Vor allem gelten die Seewiesen als Rast- und Sammelplatz für Kraniche.

## Geschichte
Nach der Eiszeit bildeten sich isolierte Gewässer, in denen mächtige Schichten an Leber-, Kalk-, Ton- und Torfmudden ablagern konnten.
Die urkundliche Ersterwähnung des Gebietes mit dem See als erstmals zu Techentin gehörend geht auf das Jahr 1219 zurück. Borwin I., Fürst von Mecklenburg, gründete das Kloster Sonnenkamp in Neukloster und übereignete einige seiner Besitzungen, darunter Techutin, XX mansos et stagnum cum adiacente silua … Gemeint waren Techentin mit 20 Bauernhöfen und dem See und dem umliegenden Wald. 1227 wird der Langhagen See als See Lanckaue unter dem Güterbesitz des Klosters Dobbertin erwähnt. 1319 wurde in der Heberolle des Klosters Sonnenkamp unter seinen Besitzungen Langenhagen erstmals als Techentinerhagen mit 16 Hufen, einer Mühle und weiteren drei abgabepflichtigen Familien genannt. 1591 war zu hören, dass die Fischerei auf dem Häger-See dem Pastor zu stand, da der Kirche der vierte Teil des Sees und ein Hof gehörten. Als Entschädigung für den Abgang der Fischerei erhielt der Pastor von Techentin noch 1651 jährlich 10 Taler.
Durch großflächige Rodungen im 13. und 14. Jahrhundert kam es ab dem Müggenmoor zu erhöhtem Wasserzulauf und zur Bildung eines offenen Gewässers. Da Wiesen und Weideflächen in den Dörfern der Umgebung sehr knapp waren, bemühte sich die Regierung schon früh um Abhilfe. So ist im Beichtkinderverzeichnis von 1704 zu lesen: Auf dem Häger See hat zwar Pastor Gerechtigkeit,...allein nachdem der See vor 12 Jahren abgelassen und nun mehro meist mit herrlichem Rohr bewachsen, so ist und bleybet des Pastoris Fischerey verwüstet, ... Dieser Versuch hatte offenbar außer dem herrlichen Rohr nicht viel gebracht. Aufgrund des hohen Wasserstandes häuften sich ab 1770 die Beschwerden der dort wirtschaftenden Bauern. Denn das Weideland wurde überflutet und immer knapper. Zur Untersuchung und Abstellung dieser Missstände hatte man eine Commission ernannt, die dann 1772 ihre Arbeit aufnahm. Doch erst 1775 entstanden Pläne zur Absenkung des Sees. Durch eine Vertiefung des Grabens, welcher die Mühle antrieb, wurde von 1786 bis 1788 der See abgelassen. Danach blieb nur ein kleiner Rest des Sees übrig.
In der Wiebekingschen Karte von 1786 ist der See als See-Wiesen eingezeichnet. Durch einen Entwässerungsgraben, den sogenannten Franzosengraben, konnten nach Absenkung des Sees weitere Weideflächen gewonnen werden. Sicher hat es noch einige Jahre gedauert, bis man Heu gewinnen konnte. Doch das dortige Futter war von schlechter Qualität.
In den Jahren von 1824 bis 1831 hatte man einen großräumigeren Ausbau des Seegrabens vorgesehen. Die Ausführung mit der Vertiefung des Langenhaeger Seegrabens erfolgte aber erst vom Mai bis zum August 1831. Dazu ist aus einem Schreiben der Beamten zu Goldberg an das Großherzoglich Hohe Cammer- und Forst-Collegium vom 20. Dezember 1828 zu entnehmen: Betreffende Acten ergeben, wie vor 40 Jahren die Ableitung des Sees im Dorf Langenhagen projectiert, auch zur Ausführung gebracht und dadurch nothdürftige Wiesen für die Dorfschaften Langenhagen, Augzin und Techentin, welche solche fast ganz entbehrten, gewonnen worden. Die Trockenlegung dürfte also um 1788 in Angriff genommen worden sein.
Mit der Elektrifizierung des Dorfes Langenhagen wurde dann 1924 ein elektrisch betriebenes Schneckenschöpfwerk zur weiteren Regulierung des Wasserspiegels am Seegraben errichtet. Aufgrund seiner Einmaligkeit in Mecklenburg-Vorpommern wurde das Schöpfwerk am 21. Februar 1990 zum Technischen Denkmal erklärt. Die Restaurierung des Technischen Denkmals wurde im Herbst 2007 abgeschlossen.
Noch 1986 erfolgten Trockenlegungen der Wiesenflächen, die dann am 1. Oktober 1989 endgültig eingestellt wurden.

### Pflanzen und Tierwelt
Die Langenhägener Seewiesen sind durch ihre Artenvielfalt eines der wertvollsten Naturschutzgebiete im Landkreis Ludwigslust-Parchim.
Im Flachwassergebiet kommen zahlreiche Lurche und Reptilien vor, darunter diverse Froscharten und Kröten. Vom Moorfrosch bis zum Wasserfrosch, von der Knoblauchkröte bis zur Erdkröte und die Rotbauchunke, Ringelnatter bis hin zur Blindschleiche. Durch den guten Besatz der Gewässer mit Fischen kam auch der Fischotter.
Neben dem flachen See mit seinen Verlandungszonen und Gräben gibt es in diesen Feuchtgebieten noch mehrere Sölle. Sie führen auch hier eine reichhaltige Flora und Fauna. Die weiträumigen Wiesenflächen sind durch Hecken, kleinere Baumbestände und Kopfweidenreihen unterbrochen. Zu den Straucharten gehören die Pfaffenhütchen, Hartriegel, Weißdorn, Wildrose, Schneeball, Schlehe und Hasel.
Der Flachwassersee wird auch von Sumpf- und Wasservogelarten angenommen und die Seewiesen bieten einen sicheren Futter- und Brutplatz. Dazu gehören: die Stockente, Löffelente, Schnatterente, Krickente, Höckerschwan, Graugans, Rot- und Schwarzhalstaucher, Kiebitz, Bekassine, Teichhuhn, Wasserralle, Tüpfelsumpfhuhn, Rohrweihe und Kranich. Zu den regelmäßigen Nahrungsgästen gehören: Graureiher, Silberreiher, Weißstorch, Seeadler, Fischadler, Kormoran und die Lachmöwe.

### Naturschutz und Nutzung
Nach der vorläufigen Unterschutzstellung der überfluteten Flächen am 1. Oktober 1990 wurde am 4. Juli 1991 der Antrag auf eine Erweiterung des NSG für die feuchten Wiesenbereiche gestellt. Die endgültige Unterschutzstellung des gesamten Naturschutzgebietes erfolgte am 2. Mai 1996.
Am 10. Februar 1992 hatte sich der Förderverein Langenhägener Seewiesen gegründet, welcher sich seitdem um die Erhaltung und Pflege des Naturschutzgebietes kümmert. Von 1994 bis 1996 ist die alte Dorfschule zu einem Umweltbildungs- und Informationszentrum umgebaut und 1997 zu einer Naturkontaktstation erweitert worden.
Neben aufklärender Naturschutzarbeit bietet der Förderverein vor allem zu Zeiten des Kranichzuges Führungen an. Dazu wurde am 18. September 1998 ein Kranichbeobachtungsstaion eröffnet.
Die Langenhägener Seewiesen waren Außenstandort der Internationalen Gartenbauausstellung 2003 und der Bundesgartenschau 2009.

### Gedruckte Quellen
Mecklenburgisches Urkundenbuch (MUB)

### Ungedruckte Quellen
Landeshauptarchiv Schwerin
- LHAS 3.2-3/1 Landeskloster/Klosteramt Dobbertin.

## Karten
- Topographische oekonomisch und militaerische Charte des Herzogthums Mecklenburg-Schwerin Klosteramt Dobbertin mit der Sandpropstei vom Grafen Schmettau 1758.
- Wiebekingsche Karte von Mecklenburg 1786.